# Mike Harris
Mike Harris, južnoafriški dirkač Formule 1, * 25. maj 1939, Mufulira, Severna Rodezija, † 8. november 2021.
V svoji karieri je natopil le na domači in zadnji dirki sezone 1962 za Veliko nagrado Južne Afrike, kjer je z dirkalnikom Cooper T53 lastnega privatnega moštva odstopil v enaintridesetem krogu zaradi odpovedi motorja.

## Popolni rezultati Formule 1
(legenda) (odebeljene dirke pomenijo najboljši štartni položaj, poševne pa najhitrejši krog, †-uvrščen kljub odstopu)
| Leto | Moštvo      | Šasija     | Motor                 | 1   | 2   | 3   | 4   | 5  | 6   | 7   | 8   | 9       | Prv | Toč |
| ---- | ----------- | ---------- | --------------------- | --- | --- | --- | --- | -- | --- | --- | --- | ------- | --- | --- |
| 1962 | Mike Harris | Cooper T53 | Alfa Romeo Straight-4 | NIZ | MON | BEL | FRA | VB | NEM | ITA | ZDA | JAR Ret | -   | 0   |